# المعهد الوطني لعلوم الصناعة والتقنية المتقدمة

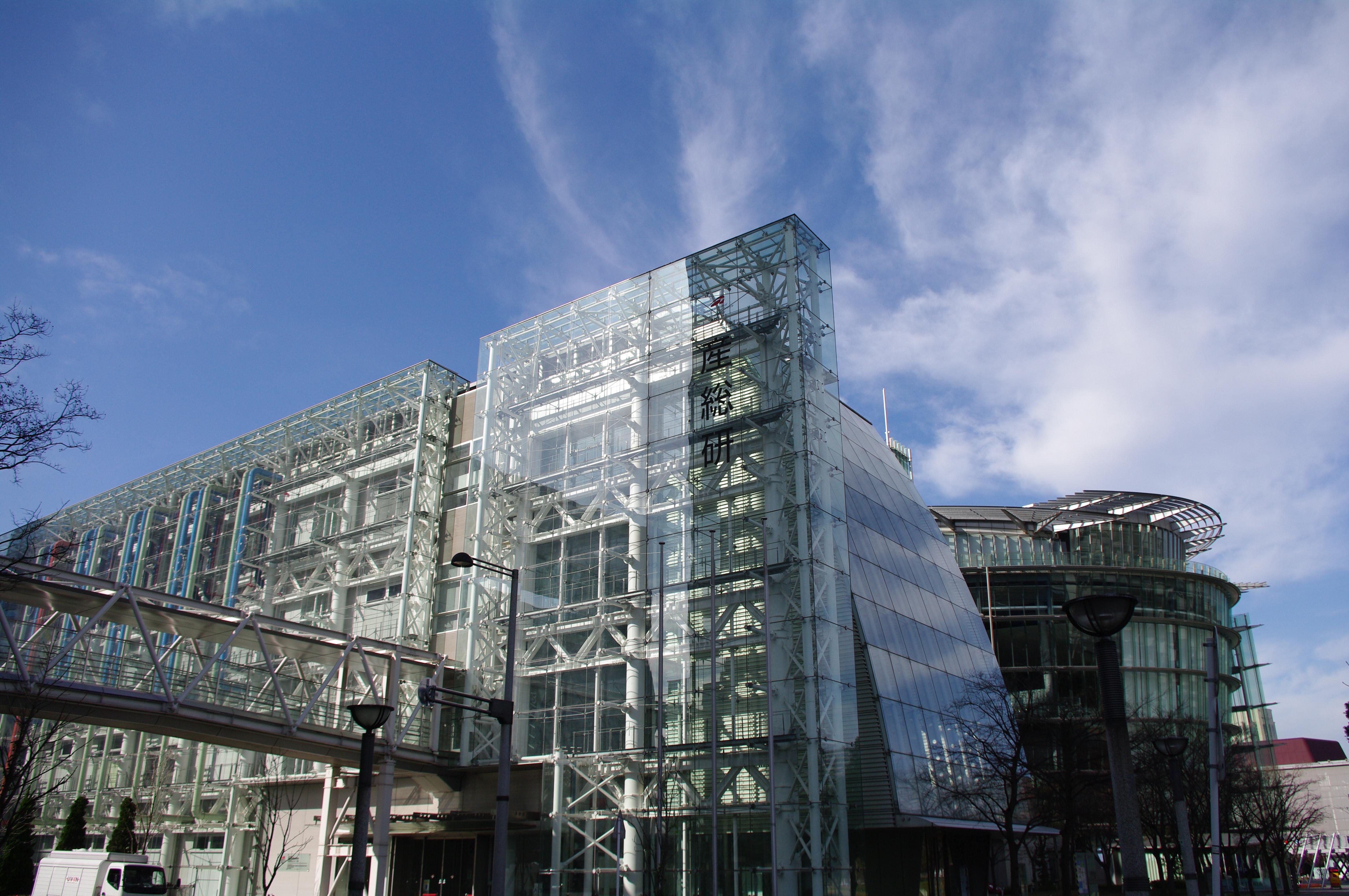

المعهد الوطني لعلوم الصناعة والتقنية المتقدمة (باليابانية: 産業技術総合研究所 سانغيو غيجيتسو سوغو كينكيوشو) ويطلق عليه اختصارا AIST هو مركز أبحاث في اليابان يقع مقره الرئيسي في طوكيو، وأكبر مراكزه البحثية في مدينة تسوكوبا، محافظة إيباراكي مع بعض المراكز الأخرى الأصغر في أجزاء أخرى من اليابان تأسس على شكله الحالي عام 2001، ويبلغ عدد العاملين فيه حوالي 3200 منهم ما يقرب من 2500 باحث. يعمل هذا المركز على أبحاث تتعلق بمواضيع علمية وهندسية وتقنية تنبع من حاجات الاقتصاد الاجتماعي. على الرغم من أن له هيئة اعتبارية مستقلة إلا أن هذا المركز يتبع إداريا إلى وزارة الاقتصاد والتجارة والصناعة اليابانية.

## وصلات خارجية
- الموقع الرسمي للمعهد